# Fabián Ramírez
Jose Benito Cabrera Cuevas, également connu sous le nom de Fabián Ramírez, né le 6 juillet 1963, est un ancien chef de guérilla colombien et membre du commandement supérieur des forces armées révolutionnaires de Colombie (FARC). Il est né en Colombie à El Paujil dans le département de Caqueta.

## Biographie
Jusqu'en 2004, il était le 14e commandant du front des FARC. Il est membre de l’Estado Mayor et commandant en second du bloc sud des FARC-EP (en). Selon le département d'État des États-Unis, il est responsable de plus de mille tonnes de production de cocaïne et a géré tous les aspects du trafic de drogue pour le bloc du Sud. Toujours selon le gouvernement des États-Unis, il a ordonné la rafle de plus de 50 personnes pour violation de la politique des FARC sur la cocaïne et le meurtre de plusieurs d'entre elles. Selon le gouvernement américain, il a participé à l’élaboration et à la mise en œuvre de la politique des FARC sur la cocaïne en dirigeant et en contrôlant la production, la fabrication et la distribution de centaines de tonnes de cocaïne aux États-Unis et dans le monde; la « taxation » du trafic de drogue en Colombie pour lever des fonds pour les FARC; et le meurtre de centaines de personnes ayant violé ou interféré avec la politique des FARC en matière de cocaïne. Le département d'État américain offre une récompense allant jusqu'à 2,5 millions de dollars américains pour les informations ayant conduit à son arrestation et/ou à sa condamnation.
On croyait que Ramirez avait été tué lors d'une frappe aérienne contre un camp des FARC en novembre 2010, bien que l'armée ne puisse pas confirmer sa mort ni localiser son corps,.
La survie de Ramirez a été confirmée en juillet 2012 lorsqu'il est apparu dans une interview avec le journaliste britannique Karl Penhaul,.